# Jim Moran
James Henri Moran, conegut com a Jim o Jimmy, (Chelsea, 20 d'abril de 1886 - Cambridge, 26 d'octubre de 1951) fou un ciclista estatunidenc, professional des del 1908 fins al 1912. Es va especialitzar en les curses de sis dies, en què va aconseguir sis victòries. També va guanyar dues medalles als Campionats mundials de Mig fons.

## Palmarès
- 1908
  - 1r als Sis dies de Nova York (amb Floyd McFarland)
  - 1r als Sis dies de Kansas City (amb Iver Lawson)
- 1909
  - 1r als Sis dies de Berlín (amb Floyd McFarland)
- 1910
  - 1r als Sis dies de Nova York (amb Eddy Root)
  - 1r als Sis dies de Boston (amb Frank Kramer)
- 1911
  - Campió d'Europa de mig fons
- 1912
  - 1r als Sis dies de Boston (amb Joe Fogler)